# Brachygobius sua
Brachygobius sua är en fiskart som först beskrevs av Smith, 1931.  Brachygobius sua ingår i släktet Brachygobius och familjen smörbultsfiskar. Inga underarter finns listade.